# ジェームズ・サマヴィル
サー・ジェームズ・フォウンズ・サマヴィル GCB GBE DSO （Sir James Fownes Somerville、1882年7月17日-1949年3月19日）は、イギリスの海軍軍人。最終階級は海軍元帥。最も著名な第二次世界大戦中のイギリス海軍提督の一人。

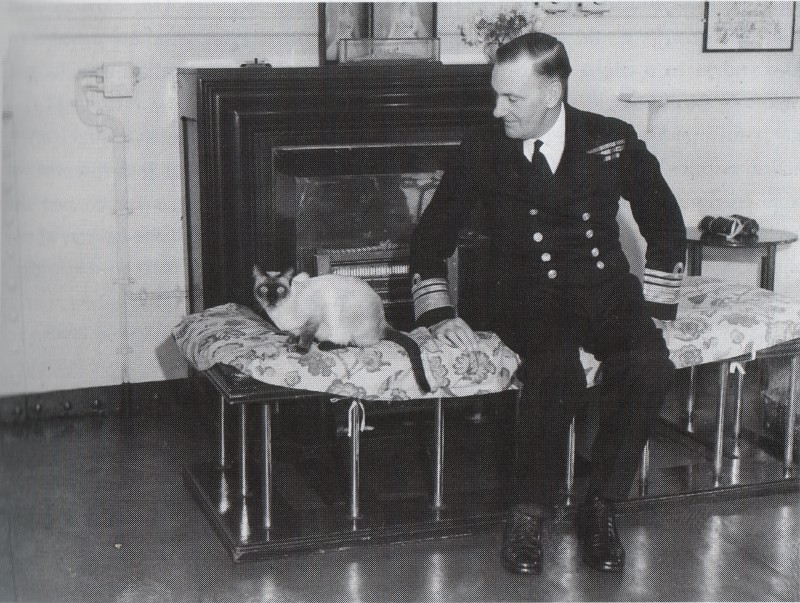
飼い猫とともに

## 生涯

### 第二次世界大戦まで
イングランド・サリー・ウェイブリッジ生まれ。父のアーサー・フォウンズ・サマヴィル（1850年 - 1942年）は、一時ニュージーランドで羊の牧畜をしていたと言われる。1897年1月15日に士官候補生としてイギリス海軍に入隊し、1904年3月15日に大尉に任官している。やがて彼は、無線に関するイギリス海軍内の第一人者となった。第一次世界大戦では、ガリポリの戦いに参加しDSOを獲得している。
サマヴィルは戦後も海軍にとどまり、1921年12月31日に大佐に任じられ、戦艦ベンボウの艦長となった。1925年から1927年までは、海軍本部の信号部長の職にあり、1929年から1931年までは国防大学の教官を務めた。1932年には代将に、次いで1933年10月12日には少将に昇進している。
1936年から1938年まで、彼は地中海艦隊の駆逐艦戦隊を指揮し、この間（1937年）中将に任じられた。スペイン内戦時にはマヨルカ島を共和国軍側から防衛するために、援助を与えている。1938年からは東インド艦隊の司令官となり、1939年に健康上の理由から退役を余儀なくされるまでこれを務めた（はっきりと分かっていないが、結核が理由だといわれている）。

### ヨーロッパの戦い
サマヴィルは、1939年の終わりに現役に復帰し、海軍本部で任務に就いているとき第二次世界大戦の開戦を迎えた。1940年には、海軍のレーダー装備の開発に関し重要な役割を果たしたほか、5月のダンケルクの戦いでは、司令官のバートラム・ラムゼー大将の補佐にあたった。
彼の次なる任務は、ジブラルタルに基地を置き、巡洋戦艦フッドを旗艦とする新編成のH部隊の指揮官となることだった。1940年6月22日にペタン元帥がドイツとの休戦協定に調印すると、イギリスの首相であるウィンストン・チャーチルはサマヴィルに北アフリカのメルス・エル・ケビールに在泊中のフランス艦隊を無力化するように命じた。もし、平和的な交渉が全て失敗に終わった場合、フランス艦隊を撃滅せよというのが命令だった。チャーチルはサマヴィルにこう書き送っている。
“君は、かつて他のどのイギリスの提督も直面しなかったような不快な任務の責任を負うことになる。しかし、われわれはこの任務の容赦なき実行について、君を完全に信頼し、また君に頼り切っているのだ。”
他のすべての方策が失敗したとしても攻撃命令は誤りであると個人的には感じていたにもかかわらず、結局サマヴィルは停泊中のフランス艦隊を攻撃した。彼の艦隊は、かつての同盟国に大きな損害を与え、特に戦艦ブルターニュが撃沈された際には多くの生命が失われた。また、他の多くのフランス主力艦艇も深刻な損害を受けた（メルセルケビール海戦）。この作戦は成功だと見なされたが、サマヴィルは妻に対し、後の私的なやりとりの中で、攻撃には手心を加えていたことを明かしている。
この後、サマヴィルはH部隊による1941年2月9日のジェノヴァ砲撃の指揮を執ったほか、1941年5月26日の戦艦ビスマルク追撃戦でも重要な役割を果たした。彼はまた、マルタ島やエジプト向けの重要な輸送船団の護衛においても活躍した。サマヴィルはH部隊を指揮した功により、1941年に大英帝国勲章のKBEを受勲している。

### インド洋にて
1942年3月、サマヴィルはジェフリー・レイトン大将の後を受け東洋艦隊の司令長官となった。東洋艦隊はシンガポール陥落以降、セイロン島のツリンコマリー軍港を根拠地としていたが、サマヴィルは安全が十分に確保されていないと考え、モルディブのアッドゥ環礁（別名シーヌー環礁）に新たな前進基地を建設するように命じた。この頃、日本軍はビルマに進攻しつつあり、また3月下旬にはアンダマン諸島を占領したため、東洋艦隊の大部分はアッドゥ環礁かケニヤのモンバサにあるキリンディニ港に退避することとなった。
4月に入って行われた、南雲忠一中将指揮下の日本の機動部隊によるセイロン島空襲は、ツリンコマリーから退避するというサマヴィルの判断が賢明であったことを示した。1隻の軽空母と2隻の重巡洋艦が沈められた後、サマヴィルは日本艦隊への反撃を試みるが成功しなかった。もっとも、反撃が成功したとしても彼の手元にあった2隻の空母を中心とした艦隊では、かえって日本艦隊に圧倒されてしまった可能性もある（セイロン沖海戦）。
1944年に入ると、サマヴィルは増援を得て攻勢に転じ、日本占領下のオランダ領東インドへの空襲作戦を実施した。これによりイギリス海軍航空隊の将兵は、後の太平洋における作戦で必要とされる知識を得ることが出来た。

### その後
1944年8月、サマヴィルは東洋艦隊司令長官の座をブルース・フレーザー大将に譲ると、2カ月後、ワシントンD.C.に置かれた英海軍本部代表団代表に任じられ、1945年12月までこの職を務めた。サマヴィルは－ほとんどの人にとって驚きであったが－気難しく、反英的な人物だとして知られるアーネスト・キング米艦隊司令長官と非常によい関係を築いた。
1945年5月8日、サマヴィルは海軍元帥に任命され、戦後現役を退いた。1946年8月にはサマセット州知事となり、同地の一族ゆかりの館であるディンダー・ハウス（Dinder House）で暮らした。1949年3月19日、同館で死去。

## 人物
気性が激しい事で知られ、 周囲に敵を作りやすかった。
その一方、人情家の面があり、出撃する空母アーク・ロイヤルの若い艦載機搭乗員達のうち何人帰ってくるのかと見送りながら考えるのは耐えがたいものがあり、状況の過酷さを理解している事を搭乗員達に示す為にも、せめてとアーク・ロイヤルの艦載機に提督の身でありながら度々同乗したという。